# Ray Barrett
Raymond Charles "Ray" Barrett, född 2 maj 1927 i Brisbane i Queensland, död 8 september 2009 i Southport i Gold Coast, Queensland, var en australisk skådespelare. Barrett gjorde sig mest känd som skådespelare i TV-serier, men medverkade även i en del filmer.

## Filmografi (urval)
- 1965–1966 – Stingray (TV-serie) (röst Commander Shore and Titan)
- 1965–1966 – Thunderbirds (TV-serie) (röst, 30 avsnitt)
- 1965–1972 – The Troubleshooters (TV-serie) (106 avsnitt)
- 1966 – Thunderbirds Are GO (röst)
- 1984 – Där de gröna myrorna drömmer
- 2003 – Visitors
- 2008 – Australia